# Antoine de Roten

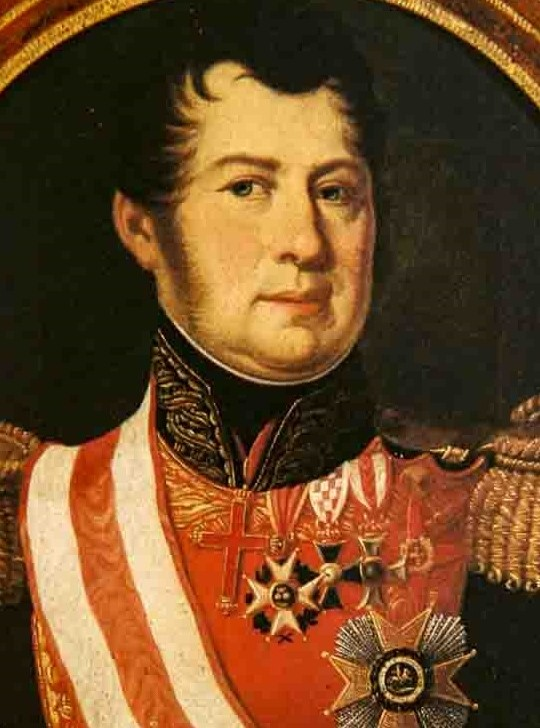
Retrato de Antoine de Roten de autor desconocido

Antoine de Roten, llamado en España Antonio de Rotten, (Rarogne, Alto Valais, 1780-Palma de Mallorca, 1845) fue un militar suizo que entró con diecisiete años al servicio de España durante las guerras revolucionarias francesas, como oficial del regimiento valesiano de Courten-de Preux. De ideología progresista, ocupó interinamente la capitanía general de Cataluña en los últimos meses del Trienio Liberal e hizo frente a la invasión de los Cien Mil Hijos de San Luis, asumiendo la defensa de Barcelona hasta verse obligado a rendir la ciudad al duque de Conegliano, en octubre de 1823.
De él escribió Pío Baroja,

Un extranjero, liberal exaltado, intransigente fue don Antonio Rotten, el suizo amigo de Mina.
El general Rotten era anticlerical furibundo, y si hubiera podido hubiese limpiado de curas y de frailes toda España.
Su idea era que había que hacer la guerra sin cuartel. Rotten mandó saquear e incendiar San Lorenzo de Piteus [ahora San Lorenzo de Morunys], y se mostró con los absolutistas, sobre todo con la gente de iglesia, implacable.

## Biografía
Miembro de una familia noble del Alto Valais, su padre, Nicolas de Roten, fue gobernador de Monthey y su hermano menor, Maurice-Fabien, obispo de Sion. En abril de 1797 se incorporó con grado de teniente a un regimiento de valesianos al servicio de España en el curso de las guerras revolucionarias francesas. Al estallar la Guerra de la Independencia española —ya como oficial del ejército español—, en septiembre de 1808 era capitán de cazadores del regimiento de Almería y en 1810 fue condecorado por su participación en la defensa de Tarragona. En 1811 pasó sucesivamente del grado de teniente coronel de Almansa, en marzo, al de coronel en mayo y comandante del tercer batallón del segundo regimiento de Savoya en agosto. Su carrera militar no se vio interrumpida con la reintegración al trono de Fernando VII, pero en 1819 fue encarcelado en el castillo de San Sebastián en Cádiz por su participación en la conspiración del Palmar, a las órdenes del general Antonio Quiroga, y en septiembre de 1820, tras el triunfo del pronunciamiento de Riego, tenía ya el grado de brigadier de infantería y comandante del segundo batallón del regimiento de Aragón.
Como general de división a las órdenes de Francisco Espoz y Mina, marchó a Cataluña a mediados de 1822 para combatir a las partidas absolutistas alzadas en nombre de la regencia de Urgel. Lo hizo célebre la crueldad con que se comportó en algunas de sus actuaciones militares, como en el saqueo organizado de la población de San Lorenzo de Morunys, a finales de 1822, en el que asignó a cada batallón el barrio que debían saquear e impidió luego la reconstrucción de las casas destruidas, condenando a sus vecinos a vagar por los montes con pena de muerte si osaban asentarse en Berga o en Solsona. Como gobernador militar de Barcelona, según la descripción que de sus métodos hizo Vicente de la Fuente, implantó el modelo represivo que más adelante sería conocido como ley de fugas:

Rotten organizó en Barcelona contra los hombres de bien, el sistema que hoy [1870] se sigue contra los bandoleros y secuestradores de Andalucía. Enviaba los presos a Tarragona o cualquier otro pueblo, y en medio del camino, la escolta que era escogida al efecto, los asesinaba a bayonetazos, alegando que había tratado de fugarse. Los presos salían en una tartana que llegó a tener funesta celebridad, siendo llamada la tartana de Rotten, aunque no era suya sino de los comuneros más feroces de Barcelona. Sabíase que el que entraba en ella viajaba para la eternidad. Así fue asesinado el anciano obispo de Vich, el día 16 de Abril de 1823.

Estanislao de Cosca Vayo agrega que la misma argucia se empleó para asesinar a veinticuatro manresanos, entre ellos quince clérigos, durante su traslado a Barcelona por orden de Rotten. En julio de 1823, al hacerse cargo del gobierno militar y político de Barcelona por encontrarse herido Espoz y Mina creó una Comisión de Vigilancia, recreación de una anterior Junta de Vigilancia constituida por Mina, formada por él y diez liberales exaltados en representación de las sociedades secretas, convertida en el órgano revolucionario que gobernaba la ciudad. En los tres meses en que estuvo en funcionamiento la comisión fue cuando se produjeron el mayor número de ejecuciones, veintidós, y también el mayor número de consejos de guerra, ochenta y ocho, de los que en su mayor parte se desconoce la sentencia. Además, diez presos fueron asesinados en el trayecto de Barcelona a otra localidad.
Tras firmar en condiciones honrosas la capitulación de Barcelona ante el mariscal Moncey, el 6 de noviembre de 1823 embarcó con destino Génova para de allí retornar a su patria. En Ginebra fue recibido el 9 de diciembre como un «héroe de la democracia y víctima del despotismo». Pavoneándose con el uniforme militar completo, el pecho cubierto de condecoraciones y la escarapela republicana en el sombrero, se dejó homenajear en otras poblaciones suizas, en tanto en su círculo familiar y en Sion fue acogido con cierta desconfianza y recelo al tenerle por hereje, por las atrocidades que había cometido en España contra el clero, por la ligereza con que exponía sus opiniones contrarias a todos los antiguos privilegios, estando casado con una aristócrata de nombre Francisca de Guzmán, y por decirse que en un banco de Génova había depositado sesenta mil luises (más de un millón de francos), procedentes de los inmensos tesoros de los conventos de los que se habría apoderado.
En Sion hizo algún intento de dedicarse al comercio y a la política cantonal, pero a Henri Zschokke, historiador, que le hizo una visita, le confesó que la pluma resultaba muy pesada para la mano acostumbrada a empuñar la espada, y la vigilancia sobre él de la Santa Alianza frustró todas sus expectativas políticas. La revolución de 1830 en Francia le devolvió a la acción cuando la Dieta Federal decidió el 27 de diciembre proclamar la neutralidad frente a los acontecimientos y su intención de defender la integridad territorial, para lo que designó a ocho coroneles federales, siendo Roten el elegido en representación del cantón de Valais. A la muerte de Fernando VII, en 1833, se acogió a la amnistía decretada por la regente y regresó a España en 1835 llamado por Mina. En febrero del año siguiente recibió el despacho de mariscal de campo del nuevo gobierno liberal y en octubre la gran cruz de la Orden de San Hermenegildo. En abril de 1840 el cantón de Valais estuvo a punto de dividirse en dos y se dijo que Roten podría haber tomado las armas en nombre del Alto Valais contra las pretensiones democráticas del Bajo Valais, pero es posible que fuesen simplemente rumores con objeto de desacreditar a quien había jurado dar su vida precisamente en defensa de la democracia, pues no reapareció por el cantón hasta octubre de ese año, y del mismo modo se habló de que un año después reclutaba hombres en secreto para derrocar al gobierno cantonal que preparaba leyes sobre educación primaria, reforma del sistema electoral e impuesto militar, pero tampoco en este caso hay noticias ciertas.
Falleció en 1845 dejando dos hijos, Nicolás, que llegaría a ser burgomaestre de Sion, y Adolfo, que establecido en Mallorca ostentó por matrimonio el título de marqués de Campo Franco.